# マルクス・クラウディウス・マルケッルス (紀元前287年の執政官)
マルクス・クラウディウス・マルケッルス（ラテン語: Marcus Claudius Marcellus 、生没年不明）は紀元前3世紀初頭の共和政ローマの政治家・軍人。紀元前287年に執政官（コンスル）を務めた。

## 出自
クラウディウス氏族はサビニ族を祖とするパトリキ（貴族）の名門であるが、クラウディウス・マルケッルス家はプレブス（平民）である。紀元前287年の執政官マルケッルスは、おそらく紀元前331年の執政官マルクス・クラウディウス・マルケッルスの息子であり、また「ローマの剣」と呼ばれ5回執政官を務めた第二次ポエニ戦争の英雄マルクス・クラウディウス・マルケッルスは孫と思われる。コグノーメン（第三名、家族名）は異なるが、紀元前285年・紀元前273年の執政官ガイウス・クラウディウス・カニナとは兄弟である。

## 経歴
紀元前287年、マルケッルスは執政官に就任。同僚執政官はガイウス・ナウティウス・ルティルスであった。ティトゥス・リウィウスの『ローマ建国史』のこの部分は本文が欠落しており、要約にもマルケッルスのことは触れられていない。この年にはプレブスの債務問題が深刻となり、それを解決するためにクィントゥス・ホルテンシウスが独裁官に選ばれた。ホルテンシウスはホルテンシウス法を制定し、パトリキ（貴族）とプレブス（平民）の法的な平等が実現され、両身分の間で200年間続いた身分闘争は終結した。